# Class 360
De British Rail Class 360 is een in Groot-Brittannië gebruikt treinstel bestemd voor personenvervoer. Deze treinstellen zijn gebouwd bij Siemens en maken deel uit van Siemens' Desiro familie.

## Vloot details
| Class       | treinstellen per reeks | Aantal gebouwd | Nummers                                                                                        | Operator                       | Bouwjaar  |
| ----------- | ---------------------- | -------------- | ---------------------------------------------------------------------------------------------- | ------------------------------ | --------- |
| Class 360/1 | 4                      | 21             | 360101-121                                                                                     | National Express East Anglia   | 2002-2003 |
| Class 360/2 | 5                      | 4              | 360201-204                                                                                     | Heathrow Connect               | 2004-2005 |
| Class 360/2 | 5                      | 1              | 360205                                                                                         | Heathrow Express               | 2004-2005 |
| Class 360/2 | 4                      | 4              | 1012-1014-1013-1011 1022-1024-1023-1021 1032-1034-1033-1031 1042-1044-1043-1041                | Suvarnabhumi Airport Express   | 2007-2008 |
| Class 360/2 | 3                      | 5              | 2012 - 2013 - 2011 2022 - 2023 - 2021 2032 - 2033 - 2031 2042 - 2043 - 2041 2052 - 2053 - 2051 | Suvarnabhumi Airport City Line | 2007-2008 |